# Dziennik intymny (film)
Dziennik intymny (wł. Caro diario) – włosko-francuski komediodramat z 1993 roku w reżyserii Nanniego Morettiego. Film ma w dużej mierze charakter autobiograficzny i składa się z trzech rozdziałów, ukazujących różne epizody z życia głównego bohatera, granego przez samego reżysera..
Zdjęcia kręcono w Rzymie oraz na Sycylii (Lipari, Panarea, Salina, Stromboli).